# 烏西夫卡 (茲古里夫卡區)
50°31′03″N 31°40′35″E / 50.51750°N 31.67639°E

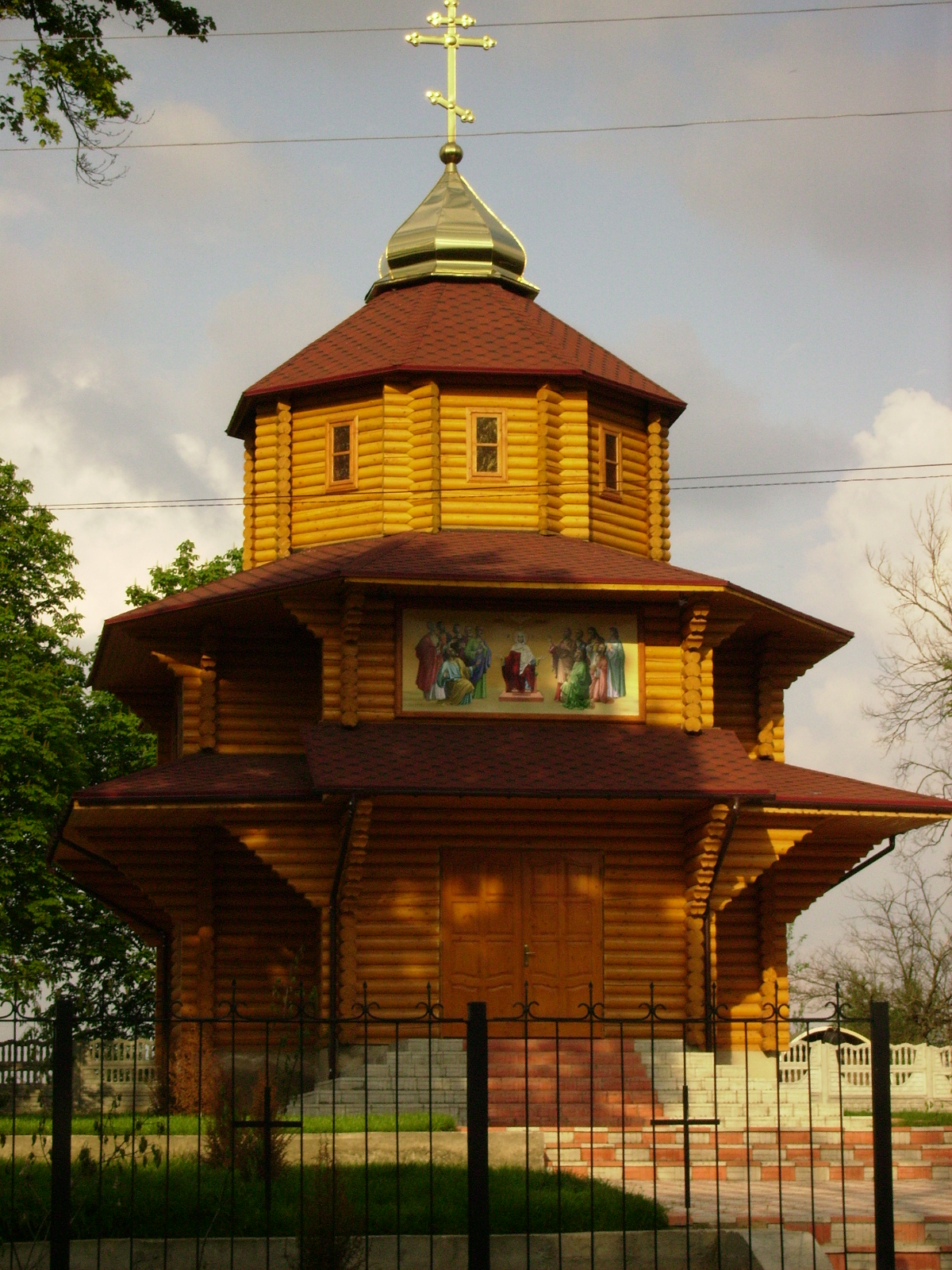

烏西夫卡（烏克蘭語：Усівка）是位於烏克蘭北部的村莊，由基辅州布羅瓦里區的茲胡里夫卡市鎮負責管轄。該村始建於1644年，面積4.67平方公里，海拔高度126米，2001年人口1,045，人口密度每平方公里224人。